# 446 (číslo)
Čtyři sta čtyřicet šest je přirozené číslo. Následuje po číslu čtyři sta čtyřicet pět a předchází číslu čtyři sta čtyřicet sedm. Římskými číslicemi se zapisuje CDXLVI a řeckými číslicemi υμς.

## Matematika
446 je:
- Deficientní číslo
- Složené číslo
- Šťastné číslo

## Astronomie
- (446) Aeternitas je planetka hlavního pásu, kterou objevili v roce 1899 Max Wolf a Arnold Schwassmann

## Roky
- 446
- 446 př. n. l.